# Nuove funzioni di Windows 10
Le nuove funzioni di Windows 10 hanno introdotto una serie di nuovi elementi, tra cui l'opzione di utilizzare un'interfaccia ottimizzata al touchscreen (nota come modalità tablet) o un'interfaccia desktop tradizionale simile a quella di Windows 7 insieme ai riquadri attivi di Windows 8. 
Tuttavia, a differenza delle versioni precedenti di Windows, dove la maggior parte, se non tutte, le principali funzionalità di tale release sono state completate dal suo RTM, Windows 10 continua a ricevere importanti funzionalità e modifiche dalla sua versione iniziale del mercato. Microsoft descrive Windows 10 come un "sistema operativo come servizio" che riceverà aggiornamenti continui alle sue caratteristiche e funzionalità. A ciò si aggiunge la possibilità per gli ambienti aziendali di ricevere aggiornamenti non critici a un ritmo più lento e di utilizzare un supporto a lungo termine, e riceveranno solo aggiornamenti critici, come le patch di sicurezza, nel corso della loro decennale durata di supporto. Terry Myerson, vicepresidente esecutivo del Microsoft Windows and Devices Group, ha affermato che l'obiettivo di questo modello era ridurre la frammentazione attraverso la piattaforma Windows.

## Versione 1507
Windows 10, nome un codice "Threshold 1", è la prima versione di Windows 10. Porta il numero di build 10.0.10240.  Sebbene la build stessa non contenga il numero di versione, Microsoft ha chiamato questa versione 1507, in arrivo per luglio 2015 e corrispondenti allo schema di versioni per gli aggiornamenti successivi. "Threshold 1" è stato annunciato su un evento il 30 settembre 2014 con una prima anteprima dopo il giorno successivo. La versione finale è stata resa disponibile per Windows Insiders il 15 luglio 2015, seguita da una versione pubblica il 29 luglio 2015 come aggiornamento gratuito a Windows 7 e Windows 8.1.
La versione "Threshold 1" di Windows 10 è supportata solo per gli utenti del Long Term Servicing Branch (LTSB).
Le nuove funzionalità indicate per questa versione sono solo quelle aggiunte da Windows 8.1 Update 1, rilasciato ad aprile 2014.

### App di sistema
L'app Mail aggiunge gesture configurabili dall'utente e supporto al protocollo POP3. Nell'app Calendario viene aggiunto il supporto a Google Calendar. Impostazioni è stata espansa per avere funzionalità simili a quelle del Pannello di controllo, anche se con un'interfaccia utente in stile Metro. L'app Mappa può scaricare mappe per l'utilizzo offline.

#### Microsoft Edge
Microsoft Edge è il browser introdotto con Windows 10 ed è il successore di Internet Explorer, anche se Internet Explorer rimarrà per scopi di compatibilità e legacy. Cortana è stato integrato in Edge, accessibile tramite l'opzione "Chiedi a Cortana" nel menù del tasto destro, così come una visualizzazione di lettura e la possibilità di scrivere note direttamente sulle pagine Web e salvare in OneNote. È stata aggiunta anche una funzione Elenco di lettura, in cui gli utenti possono salvare articoli o altri contenuti per accedere e leggere in seguito. Microsoft Edge include anche un pulsante Condividi sulla barra degli strumenti, dove toccando o facendo clic su di esso verrà visualizzato il pannello Condividi del sistema, in cui gli utenti saranno in grado di condividere una pagina Web per applicazioni installate come Elenco di lettura o app di terze parti come Facebook e Twitter. Alla sua uscita, Microsoft Edge segnò 402 su 555 punti su HTML5test.

### Piattaforma di sviluppo
Windows 10 ha introdotto Universal Windows Platform (UWP), un'estensione della piattaforma Windows Runtime originariamente introdotta con Windows 8. UWP enfatizza un nucleo di API comuni a tutte le varianti del sistema operativo, consentendo di codificare una singola applicazione con adattamenti (come le differenze dell'interfaccia utente) per diverse famiglie di dispositivi e stati, inclusi desktop e laptop, tablet, smartphone (tramite Windows 10 Mobile), Xbox One e altre nuove classi di dispositivi come Surface Hub e HoloLens. Un'applicazione può anche reagire ai display e agli input disponibili su un dispositivo; quando è collegato a un monitor oa una docking station idonea, un'app UWP su uno smartphone può assumere l'aspetto dell'app su un PC. Le informazioni possono anche essere sincronizzate tra le versioni di un'app per diversi dispositivi, ad esempio notifiche e licenze.

### Giochi

#### DirectX 12
Windows 10 include DirectX 12 insieme a WDDM 2.0. Presentato a GDC nel marzo 2014, DirectX 12 mira a fornire "efficienza a livello di console" con accesso "più vicino al metallo" alle risorse hardware e riduzione del sovraccarico del driver grafico e della CPU.
La maggior parte dei miglioramenti delle prestazioni viene raggiunta attraverso la programmazione di basso livello, che può ridurre il bottlenecking della CPU a thread singolo causato dall'astrazione tramite API di livello superiore.  Le prestazioni ottenute consentendo agli sviluppatori l'accesso diretto alle risorse della GPU sono simili ad altre iniziative di rendering di basso livello come la Mantle di AMD, l'API Metal di Apple o il successore di OpenGL, Vulkan. WDDM 2.0 introduce un nuovo sistema di gestione e allocazione della memoria virtuale per ridurre il carico di lavoro sul driver in modalità kernel.

#### Integrazione con Xbox One
Windows 10 apporta più aggiornamenti all'app Xbox introdotta in Windows 8. I giochi di Xbox One possono essere trasmessi su qualsiasi dispositivo Windows 10, esclusi gli smartphone.

#### Barra di gioco e DVR
Windows 10 introduce la barra di gioco, che fornisce funzionalità di acquisizione di schermate e video per i giochi Windows. Gli utenti possono invocare la barra di gioco, registrare il gameplay o fare uno screenshot usando le scorciatoie da tastiera appropriate. Windows 10 può anche catturare continuamente i giochi in background; questo permette all'utente di richiedere che gli ultimi pochi giocatori definiti momenti di gioco siano salvati sul disco rigido. Questo è utile se un utente vuole salvare e/o condividere un momento di gameplay ma non ha pensato di registrarlo esplicitamente in anticipo.

### Shell e interfaccia utente
Windows 10 consente inoltre di eseguire il pacchetto di app Web e software desktop (utilizzando Win32 o .NET Framework) per la distribuzione su Windows Store. Il software desktop distribuito tramite Windows Store è confezionato utilizzando il sistema App-V per consentire la sandbox.  Le app Web vengono eseguite da server remoti e hanno accesso a funzioni di Windows quali notifiche e accesso alla telecamera.  Come con Windows 8, è possibile scrivere app Web localmente impacchettate usando HTML e WinJS.

#### Centro notifiche
Quello che una volta era chiamato "Centro operativo" in Windows 7, Windows Server 2008 R2 e il loro successore è ora chiamato Sicurezza e manutenzione.  Il titolo di "Centro operativo" in Windows 10 è usurpato da una barra laterale che fornisce un elenco di notifiche ricevute e un gruppo di pulsanti "Azioni rapide" per le diverse aree di impostazioni. Vi si accede facendo clic sull'icona delle notifiche nella barra delle applicazioni o scorrendo dalla parte destra dello schermo sui touchscreen.

#### Command line
Windows 10 apporta miglioramenti all'interfaccia della riga di comando del sistema.  A differenza delle versioni precedenti di Windows NT, ora è possibile ridimensionare le finestre della console Win32 senza restrizioni.  Può essere fatto per coprire l'intero schermo premendo la combinazione Alt+↵ Invio sulla tastiera.  Microsoft ha anche abilitato l'uso di scorciatoie da tastiera standard, come quelle per tagliare, copiare e incollare, all'interno della console. Sono stati resi disponibili il wrapping delle parole e le scorciatoie da tastiera per spostare il cursore, selezionare e manipolare il testo. Sono state incluse anche altre funzionalità come il ritorno a capo e la trasparenza. L'utente ha la possibilità di disabilitare le nuove funzionalità e tornare alla console legacy, se lo desidera.

#### Continuum
Continuum è il titolo generico di un gruppo di funzionalità su Windows 10 progettate per consentire transizioni più fluide tra una modalità di interfaccia predefinita progettata per l'uso con tastiera e mouse e un'interfaccia progettata per ambienti touchscreen, in particolare su dispositivi ibridi come i lacci.  Abilitando la "Modalità tablet" l'interfaccia principale passa a una versione a schermo intero del menù Start e apre tutte le applicazioni in una vista ingrandita per impostazione predefinita.  La barra delle applicazioni viene anche modificata, aggiungendo un pulsante Indietro accanto al pulsante Start e, per impostazione predefinita, nasconde i pulsanti per le applicazioni aperte e bloccate. Visualizza attività è usato come mezzo principale per cambiare programma.  Windows può richiedere di passare da una modalità all'altra o, automaticamente, in caso di determinati eventi, come collegare una tastiera o un mouse a un tablet, passare da una laplet allo stato del laptop o viceversa.

#### Cortana
Windows 10 ha portato l'assistente Cortana da Windows Phone 8.1 a Windows 10. Per impostazione predefinita, Cortana viene visualizzato come un riquadro di ricerca sulla barra delle applicazioni, ma può essere modificato in un pulsante, come in modalità tablet, e può essere attivato dalla voce utilizzando il comando "Ehi Cortana", quando un utente cerca nel menù Start o quando un utente cerca nel riquadro di ricerca Cortana. Con Cortana, gli utenti possono porre domande a Cortana sul tempo, sugli eventi del calendario e su altri tipi di notifiche, insieme alle informazioni online. Attualmente Cortana richiede un account Microsoft per funzionare.

#### Menù Start
Windows 10 ha introdotto un menù Start analogo a quello mostrato nelle versioni di Windows precedenti alla 8. Tuttavia, a differenza di queste versioni, il nuovo menù include funzionalità di live tile riprese da Windows 8. È possibile ridimensionare il menù Start e visualizzare le applicazioni aggiunte e più utilizzate di recente. Può anche essere reso a schermo intero per utenti di tablet o utenti che preferiscono un'esperienza simile a Windows 8. Il lato destro del menù start può essere utilizzato per bloccare le tessere. Il menù può contenere un numero limitato di colonne, a seconda della risoluzione dello schermo. Queste colonne possono essere divise in gruppi il cui titolo può essere personalizzato. Ogni gruppo è diviso in 6 o 8 altre colonne, a seconda delle impostazioni dell'utente, per consentire 6 o 8 tessere di piccole dimensioni una accanto all'altra.

#### Microsoft Wi-Fi
Microsoft Wi-Fi è un servizio che permette di connettersi a Internet attraverso hotspot pubblici, accreditati da Microsoft per le varie zone del mondo, a tariffe vantaggiose. Questa funzione è stata pensata per sostituire Skype WiFi.

#### Visualizzazione attività
Visualizzazione attività è un sistema di commutazione delle attività e desktop virtuale, accessibile tramite il pulsante della barra delle applicazioni, la scorciatoia da tastiera Windows+Tab ⇆ o lo scorrimento dalla sinistra di un touchscreen. L'attivazione della Vista attività mostra una visualizzazione ingrandita di tutte le finestre attualmente aperte su un monitor specifico; cliccando su una finestra si passa ad esso. La Visualizzazione attività può anche essere visualizzata quando una finestra viene scattata a metà schermo o tre finestre vengono scattate al quarto dello schermo, richiedendo che una finestra occupi il resto dello schermo. Visualizzazione attività consente anche la creazione di spazi di lavoro virtuali; le finestre possono essere trascinate dentro e fuori da queste aree di lavoro.

### Impostazioni di sistema
La moderna app Impostazioni da Windows 8 continua ad evolversi in Windows 10, incorporando più funzionalità di configurazione delle impostazioni di sistema dal Pannello di controllo di Windows. L'obiettivo finale è rendere completa la funzionalità dell'app Impostazioni, ovviando alla necessità del Pannello di controllo.
La funzione di reimpostazione dei pulsanti è stata modificata per utilizzare i file dall'installazione corrente di Windows per ricostruire il sistema anziché un'immagine di ripristino separata. Gli aggiornamenti di sistema vengono trasferiti nella nuova installazione e non devono essere scaricati di nuovo. L'opzione "Aggiorna" separata viene rimossa; agli utenti vengono ora fornite scelte esplicite all'interno del processo di ripristino per rimuovere tutti i file e le applicazioni personali, conservare i file personali ma rimuovere le applicazioni o eseguire un ripristino dei dati di fabbrica completo.

### Sicurezza
MAC Address Randomization in WiFi è stato introdotto per cercare di impedire a terzi di utilizzare l'indirizzo MAC per tenere traccia dei dispositivi

## Versione 1511 (November Update)
Il Windows 10 November Update, o Windows 10 Version 1511, nome in codice "Threshold 2", Porta il numero di build 10.0.10586 e la versione 1511, facendo riferimento alla sua data di rilascio, novembre 2015. La prima anteprima è stata rilasciata il 18 agosto 2015. La versione finale è stata resa disponibile per Windows Insider il 3 novembre 2015, seguita da un rilascio pubblico il 12 novembre 2015 agli utenti Windows 10 esistenti e aggiornamento gratuito da Windows 7 e Windows 8.1. A differenza della versione iniziale di Windows, questo ramo è stato reso disponibile anche per i dispositivi Windows Phone 8.1 esistenti e Xbox One e come versione di anteprima per Windows Server 2016, ed è stato preinstallato sui nuovi dispositivi Windows 10 Mobile come Microsoft Lumia 950.
La versione Threshold 2 di Windows 10 è supportata per gli utenti di Current Branch for Businesses (CBB)
Le modifiche sottostanti evidenziano nuove funzionalità dalla versione "Threshold 1" di Windows 10.

### App preinstallate
- L'app Windows Feedback ora consente la condivisione del feedback.[43]
- Le app di posta e calendario ora supportano temi scuri e chiari, con varie opzioni di colore accento.  Le immagini esterne possono essere impostate per il download automatico e ora sono supportate la firma digitale, la crittografia S/MIME[44]
- Presenta le app UWP di Skype Messaging, Skype Video e Skype Phone.
- Aggiornamento all'app Xbox
  - Trova amici usando Facebook[45]
  - Registra la voce mentre registri il gameplay utilizzando la funzione DVR di gioco di Windows 10[45]
  - Sfoglia l'archivio giochi Xbox One e Windows 10 direttamente dall'app Xbox[45]
  - Confronta i progressi ottenuti con gli altri utenti Xbox Live[46]
  - Utilizza l'app Xbox per inserire il testo sulla console Xbox One[46]
  - Aggiornamento del feed delle attività e dell'elenco di amici online in tempo reale[46]
- Altre app integrate sono state aggiornate con funzionalità e correzioni di bug

#### Microsoft Edge
- Nuove funzioni (ad esempio blocco del puntatore, metodi di fusione della tela, elemento <meter>, ecc.) in Microsoft Edge[47]
- API Object RTC ora disponibile in Microsoft Edge[48]
- Anteprime delle schede al passaggio del mouse[49]
- Aggiunto cast di media in Microsoft Edge, escluso contenuto protetto[50]
- Chiedi Cortana funziona all'interno di PDF in Microsoft Edge[50]

### Varie
- Compressione di pagine di memoria non utilizzate.[51]
- Nuovo editor di variabili d'ambiente[52]
- Abilitata la virtualizzazione nidificata[53]
- Windows Spotlight ora è abilitato per l'edizione Pro. In precedenza era disponibile solo per l'edizione Home.
- Trova il mio dispositivo[54]

### Shell e interfaccia utente

#### Cortana
- Cortana è ora disponibile in Australia, Canada, India e Giappone.[55]
- Gli utenti non devono più accedere al PC con un account Microsoft. Possono semplicemente accedere a Cortana separatamente.[56]
- Gli utenti possono creare promemoria scritti a mano nel taccuino di Cortana.[54][57]
- Cortana può ora inviare SMS tramite il desktop o avvisare l'utente delle chiamate perse.[58]

#### Desktop
- L'aggancio della finestra è stato migliorato per consentire il ridimensionamento automatico della seconda app scattata quando viene ridimensionata la prima app scattata. Ciò si applica solo quando due app sono sincronizzate l'una accanto all'altra (anziché quando le app vengono inserite negli angoli).[54]
- Altre icone sono state aggiornate.[49]

#### Menù start
- Ora il menù Start può essere impostato per alloggiare quattro colonne di tessere di medie dimensioni per gruppo. L'impostazione predefinita è ancora tre colonne, identiche a quelle della versione iniziale di Windows 10.
- Il menù di scelta rapida per un'icona o una tessera dell'app include il supporto di Jumplist.  Le voci del menù di scelta rapida sono state riorganizzate, con alcune icone di rilevamento.[54]
- Le app del negozio di Windows consigliate ora vengono visualizzate all'avvio.[59]

#### Modalità tablet
- La funzione "snap assist" di Windows 10 è stata aggiornata per la modalità tablet.  Ora, quando vengono scaricate due app e viene lanciata una terza app, all'utente verrà chiesto di selezionare una delle attuali due app bloccate con cui sostituire il nuovo lanciato.[54]
- Sono stati apportati miglioramenti anche alla "visualizzazione attività" in modalità tablet per consentire all'utente di trascinare le app aperte sul lato dello schermo per farle scattare o nella parte inferiore dello schermo per chiuderle direttamente dalla visualizzazione attività.[54]

### Impostazioni di sistema
- Aggiunta l'opzione per disattivare l'immagine di sfondo di Windows sulla schermata di accesso.[60]
- La barra del titolo della finestra ora può mostrare il colore dell'accento scelto dall'utente.  Per impostazione predefinita, la barra del titolo è bianca, ma con questo aggiornamento, l'attivazione del colore per la barra delle applicazioni, il menù di avvio e il Centro operativo abilita anche il colore dell'accento sulla barra del titolo.[54]
- Ora è possibile attivare Windows 10 utilizzando i codici prodotto Windows 7, 8 e 8.1.[59]
- L'ultima stampante utilizzata viene automaticamente impostata come stampante predefinita;  questo comportamento può essere disattivato. La capacità di impostare la stampante predefinita in base alla posizione di rete viene rimossa.[49][54]
- L'app delle impostazioni ospita una posizione centrale per gestire gli account connessi.[54]
- L'accesso al lavoro consente ai dispositivi di connettersi all'ID di Azure o iscriversi a un'infrastruttura di gestione dei dispositivi mobili.[54]
- I fusi orari possono essere impostati automaticamente.[54]
- Cronologia chiamate ed e-mail aggiunte alle impostazioni sulla privacy.[54]
- Le app installate possono essere spostate su un altro dispositivo di archiviazione tramite l'app delle impostazioni.  Inoltre, è possibile impostare nuove app per l'installazione automatica su un dispositivo di archiviazione selezionato.[54]

## Versione 1607 (Anniversary Update)
Windows 10 Anniversary Update, o Windows 10 versione 1607, nome in codice "Redstone 1", è il secondo aggiornamento principale di Windows 10 e il primo dei 2 aggiornamenti principali a cui è stato assegnato il nome in codice "Redstone". È stato rilasciato il 29 luglio 2016.

### App di sistema
- Messaging Everywhere consente agli utenti di inviare SMS dal proprio PC tramite i loro telefoni Windows 10 Mobile o Android
- Nuova app UWP di Skype Preview[65]
- Nuova app Connect che estende le funzionalità relative a Continuum.[66]
- "Hub di Feedback" l'app unisce app precedentemente separate, "Insider Hub" e "Windows Feedback".  Gli utenti possono ora commentare il feedback nell'Hub di Feedback[67]
- Interfaccia utente più leggera, scalabile e coerente, nonché miglioramenti all'architettura sottostante e nuove funzionalità nell'app delle mappe.

#### Microsoft Edge
- Supporto per le estensioni browser, che possono essere installate da Windows Store o essere trasferite da fonti esterne[68][69]
- Nuovo menù cronologia quando si fa clic con il pulsante destro o successivo
- Miglioramenti a preferiti, download e cronologia
- Appuntare le schede, in modo che rimangano aperte
- Supporto VP9 sperimentale
- Opzioni "Incolla e vai" e "Incolla e cerca" nel menù di scelta rapida
- Visualizzazione dell'albero di accessibilità, profilazione dell'API DOM e debug di estensione per gli Strumenti di sviluppo F12
- Parametri preferiniti, Async/await, Object.values, e Object.entries per JavaScript
- Supporto Trascina e rilascia per la funzione di caricamento
- Ora può importare i preferiti dal browser Mozilla Firefox
- Notifica dei download in corso nel Centro notifiche
- Supporto per la modifica del percorso predefinito

### Piattaforma di sviluppo
Le app della piattaforma Windows universale ora possono supportare estensioni, consentendo rispettivamente componenti aggiuntivi e DLC per tali app e giochi. Inoltre, questi componenti aggiuntivi possono essere gestiti dall'app Impostazioni di Windows.

#### Windows Subsystem for Linux
L'aggiornamento dell'anniversario per Windows 10 aggiunge Windows Subsystem for Linux. Ciò consente allo spazio utente di Ubuntu di funzionare in modo nativo su Windows. Il sottosistema traduce la chiamata di sistema Linux che Ubuntu utilizza a quelle del kernel di Windows NT. Ciò consente a Bash e ad altre app della riga di comando di Ubuntu di essere eseguite all'interno della console di Windows. Esiste tuttavia una limitazione di interoperabilità: Bash non può eseguire app Windows e Windows non può eseguire il software Linux.

#### Project Centennial
Project Centennial consente alle applicazioni Win32 e .NET di essere riconfezionate con APPX e di consentire loro di utilizzare il set completo di API di Windows Runtime. Ciò consentirà inoltre a distribuire queste app attraverso il Windows Store

### Shell e interfaccia utente

#### Centro notifiche
- L'icona è ora in basso a destra, oltre l'orologio, e ha anche un'animazione ogni volta che appare una nuova notifica
- Le notifiche simili saranno raggruppate insieme, invece di tutte mostrate singolarmente
- Le azioni rapide possono ora essere aggiunte, rimosse e riorganizzate
- L'azione rapida Wi-Fi porta ora l'utente alle impostazioni di Rete invece di attivare/disattivare il Wi-Fi
- Il centro notifiche ora notifica agli utenti aggiornamenti/installazioni di app da Windows Store
- Ora i livelli di priorità possono essere impostati per le notifiche delle app nel Centro notifiche

#### Desktop
- I controlli nelle anteprime delle app sulla barra delle applicazioni sono stati riprogettati
- L'orologio della barra delle applicazioni è ora integrato con l'app Calendario per la visualizzazione degli eventi
- L'orologio ora viene mostrato su tutti i monitor in una configurazione multi-monitor
- I badge con numero di notifiche sono ora disponibili per le app UWP riposte nella barra delle applicazioni
- Le impostazioni della barra delle applicazioni sono state spostate nell'app Impostazioni
- Il flyout del volume ora consente agli utenti di passare tra più dispositivi di uscita audio
- I desktop virtuali possono ora essere commutati utilizzando i touchpad facendo scorrere quattro dita su entrambi i lati
- Ora Windows può essere bloccato per consentire loro di essere visualizzati su tutti i desktop virtuali

#### Riga di comando
- Miglioramento del ridimensionamento dei display ad alto DPI
- Migliore selezione dei caratteri
- Rendering migliorato per personaggi internazionali
- Miglioramento del rendering e occultamento del cursore
- Miglioramento della pittura a colori di sfondo
- Scorrimento migliorato per editor nano ed EMACS

#### Cortana
- Ora Cortana può rispondere a semplici domande senza accedere a Cortana con un account Microsoft
- Cortana ora può parlare in Spagnolo (Messico), Portoghese (Brasile) e Francese (Canadà)
- Il pulsante di ricerca musicale è ora accessibile dalla schermata principale di Cortana
- Cortana mostrerà ora i promemoria degli impegni assunti via e-mail e delle riunioni urgenti o al di fuori degli orari normalmente programmati.[77]
- Cortana informerà gli utenti sul PC se il loro dispositivo mobile abilitato per Cortana è a batteria scarica
- Cortana per PC ora supporta Trova il mio telefono, compresa la possibilità di suonare il telefono indipendentemente dalle impostazioni del volume
- Cortana può condividere le indicazioni della mappa dal PC a un dispositivo mobile compatibile con Cortana e viceversa
- L'installazione di Cortana è ora più semplificata e automatizzata
- Cortana ora funziona sulla schermata di blocco con funzionalità limitate come l'impostazione di promemoria e ricerca
- I promemoria possono ora essere impostati utilizzando le immagini o il contenuto inviato dai contatti
- La funzione di ricerca ora può cercare file in OneDrive
- Il promemoria di Cortana è ora un obiettivo condiviso per tutte le app che utilizzano il contratto di condivisione di Windows

#### Schermata di blocco
- Gli indirizzi email sono ora nascosti mentre il dispositivo è bloccato
- I controlli multimediali vengono visualizzati sulla schermata di blocco

#### Menù Start
- Elenco di app più utilizzate e elenco Tutte le app unite in un'unica vista e poste in cima all'interfaccia utente iniziale
- Sposta alimentazione, impostazioni e Esplora file per essere sempre visibili nella barra di sinistra del menù Start
- La sezione aggiunta di recente ora mostra 3 voci per impostazione predefinita anziché 1
- Qualsiasi cartella aggiuntiva che l'utente ha scelto di apparire nel menù Start sarà immediatamente disponibile senza l'uso di un menù ad hamburger

#### Modalità tablet
- L'elenco di tutte le app a schermo intero viene riportato indietro
- Aggiunta un'opzione per nascondere solo la barra delle applicazioni in modalità Tablet

#### Windows Ink Workspace
Nuovo Windows Ink Workspace. Esso include note adesive virtuali su cui è possibile utilizzare una penna per prendere appunti. Le note adesive sono dotate di riconoscimento ottico dei caratteri (OCR) per evidenziare il testo pertinente che può essere utilizzato da Cortana. Lo spazio di lavoro include anche un blocco per schizzi, la possibilità di prendere uno screenshot e disegnare su di esso, e un righello virtuale.

### Vari
- I numeri di versione del kernel saranno ora coerenti con Windows 10 Mobile
- Windows Defender può ora scansionare offline[80]
- Ridisegnate tutte le emoji per essere più coerenti con il nuovo schema di design
- Credenziali e UI di controllo dell'account utente esteticamente aggiornate, nonché aggiunta la possibilità di accedere con Windows Hello, un PIN o certificati
- Le esperienze di aggiornamento alle nuove build sono ora simili
- La "Schermata blu della morte" ora include un codice QR per facilitare la risoluzione dei problemi.[81]
- Aggiunta una tastiera tattile kana con una sola mano per la digitazione di testo in giapponese
- Funzionalità di previsione migliorata, gestione della cronologia digitazione, suggerimenti cloud e prestazioni nell'IME giapponese
- Migliore affidabilità dell'IME cinese

### Impostazioni di sistema
- È ora possibile modificare il colore predefinito della barra del titolo (per le applicazioni che non utilizzano un colore personalizzato) senza alterare il colore predefinito della barra delle applicazioni, del menù Start e del Centro notifiche.[82][83]
- È stata aggiunta la modalità dark universale, che consente agli utenti di impostare globalmente se le app UWP vengono visualizzate in modalità scura o chiara.[82][83]
- Le proprietà della barra delle applicazioni ora dovrebbero essere impostate utilizzando l'app Impostazioni anziché la finestra di dialogo delle proprietà.
- Tutte le pagine dell'app Impostazioni ora sono associate singole icone.
- La pagina delle impostazioni della penna ora include la possibilità di regolare le scorciatoie della penna, un'opzione per ignorare l'input tattile quando si utilizza la penna e le impostazioni di Windows Ink Workspace.
- Le app ora possono essere ripristinate se sono danneggiate.
- Le impostazioni del programma Windows Insider sono state assegnate alla propria pagina.
- L'utilizzo della batteria e il risparmio della batteria sono ora disponibili in una pagina "Batteria" in Impostazioni, con funzionalità estese per la gestione delle singole app.
- Windows Update ora ha un'impostazione "Ore attive" che impedisce il riavvio automatico durante il tempo impostato.  "Ore attive" è un periodo di tempo continuo, con una lunghezza massima di 12 ore.
- Gli utenti possono testare la velocità di rete direttamente dall'app Impostazioni.
- I gruppi di file temporanei possono essere selezionati per la rimozione all'interno di Storage all'interno dell'app Impostazioni.

## Versione 1703 (Creators Update)
Windows 10 Creators Update, o Windows 10 versione 1703, nome in codice "Redstone 2", è un aggiornamento di funzionalità di Windows 10 in uscita per l'11 aprile 2017. La prima anteprima per questa versione è stata inoltrata a Windows Insider l'11 agosto 2016
La versione Redstone 2 di Windows 10 è attualmente nel ramo di sviluppo e disponibile per Windows Insider.
Le modifiche sottostanti evidenziano nuove funzionalità dal rilascio di Redstone 1.

### App di sistema

#### Microsoft Edge
- Possibilità di impostare un sito web particolare come promemoria in Cortana utilizzando la funzione "Snooze" del browser.[84]
- Miglioramenti nella gestione delle pagine con un uso intensivo dell'input di testo che si traduce in prestazioni più uniformi in siti come TweetDeck
- Possibilità di esportare i preferiti come file HTML e la possibilità di importare i preferiti dal file HTML.[84]

### Vari
- Miglioramenti strutturali a OneCore[85]
- Le ottimizzazioni di Windows Delivery possono ora effettuare il seeding degli aggiornamenti del sistema operativo e delle app tramite peer-to-peer per ridurre la larghezza di banda del server.[86]
- L'inserimento pin è possibile con tastierino numerico anche quando il blocco numerico è disattivato.[87]

### Shell e interfaccia utente
- Banner tutorial sono stati aggiunti al File Explorer[88][89]
- Messaggio introduttivo nel Centro notifiche

### Impostazioni di sistema
- Aggiornata la pagina delle impostazioni Wi-Fi che lo unifica tra PC e edizioni Mobile di Windows 10.[87]
- "Windows Anywhere", una funzionalità che consente agli utenti di sincronizzare le impostazioni di Windows sui loro dispositivi.[90]

## Versione 1803 (April 2018 Update)
Windows 10 April 2018 Update, o Windows 10 versione 1803, è il quinto aggiornamento di Windows 10.
- Cronologia attività: Una nuova funzionalità per ottenere una visione cronologica delle attività che l'utente stava facendo in precedenza e per tornare a tali attività. Edge, Esplora file, Mappe e altre applicazioni integrate includono il supporto per la linea temporale. Qualsiasi applicazione scritta per Windows può interagire con Timeline per dare visibilità al sistema in singoli documenti su cui l'utente ha lavorato all'interno dell'applicazione.
- Windows Hello: La configurazione iniziale di Hello può essere eseguita dalla schermata di blocco.
- Bluetooth: Una nuova funzionalità "Accoppiamento rapido" che riduce il numero di passaggi necessari per accoppiare un dispositivo Bluetooth nelle vicinanze. Una notifica brindisi viene visualizzata quando un dispositivo compatibile è vicino al computer e pronto per essere accoppiato.
- Barra delle applicazioni: Lo stile visivo acrilico di Fluent Design System viene applicato alla barra delle applicazioni.
- OneDrive le icone di stato sono mostrate in File Explorer per mostrare lo stato di sincronizzazione di file e cartelle.
- Game Bar: il layout è stato modificato per includere un orologio e per fornire nuove opzioni per accendere/spegnere il microfono e la videocamera.
- Condivisione nelle vicinanze: una nuova funzionalità che si trova nell'area Impostazioni condivise di Impostazioni che offre la possibilità di condividere file e collegamenti Web con altre macchine Windows 10 tramite Wi-Fi o Bluetooth.
- Contatti: Stile visivo acrilico; il limite di tre contatti viene rimosso; nuove animazioni;  trascinamento della selezione dei contatti; suggerimenti di app.
- Previsione del testo: Una nuova funzionalità opzionale per abilitare il completamento automatico e la correzione automatica in qualsiasi applicazione Windows.  La tastiera su schermo supporta anche la previsione multilingue del testo, che mostra suggerimenti basati sulle prime 3 lingue latine installate.[92]

### Impostazioni
- Nuovo layout visivo della homepage; introduzione di un'icona "Home" per rappresentare il collegamento alla homepage;  adozione dello stile visivo acrilico.
- Sistema -> Suoni: Nuova pagina delle impostazioni nella sezione Sistema per controllare il volume e i dispositivi di input/output audio, livelli audio per applicazione e accesso al classico pannello di controllo "Audio"
- Sistema -> Focus Assist: Previously called "Quiet hours"; provides new settings to control when notifications may be shown to the user, as well as specific people and apps that are allowed to show notifications when Focus Assist is enabled.  There are also options to enable displaying a summary of missed notifications when Focus Assist is turned off.
- Sistema -> Memoria: Nuova pagina delle impostazioni denominata "Libera spazio ora" che offre le stesse funzionalità di Pulizia disco. (Pulizia disco è ancora inclusa nella 1803.)
- Dispositivi -> Digitazione: Nuova pagina delle impostazioni chiamata "Impostazioni tastiera avanzate" che offre la possibilità di scegliere un metodo di input diverso rispetto alla lingua installata; nuova impostazione per abilitare o disabilitare la previsione di testo multilingue.

## Versione 1809 (October 2018 Update)
Windows 10 October 2018 Update, o Windows 10 versione 1809, è il sesto aggiornamento di Windows 10.
- Cattura e annota è ora un'app per screenshot, e sostituisce quella precedente.[94]

### Impostazioni
- Tema scuro nell'Esplora file; nuova combinazione di colori scuri unificata sull'Esplora file.[95]

## Scorciatoie di pulsanti
| Combinazione tasti          | Funzione                                                                       |
| --------------------------- | ------------------------------------------------------------------------------ |
| ⊞ Win+Ctrl+F4               | Chiudi il nuovo desktop                                                        |
| ⊞ Win+Ctrl+← e ⊞ Win+Ctrl+→ | Passa da un desktop all'altro                                                  |
| ⊞ Win+Ctrl+D                | Crea un nuovo desktop                                                          |
| ⊞ Win+Tab ⇆                 | Visualizza tutti i desktop e apri le app tramite la pagina Visualizza attività |
| ⊞ Win+C                     | Apri Cortana per l'input vocale                                                |
| ⊞ Win+S                     | Apri Cortana per l'input digitato                                              |
| ⊞ Win+A                     | Apri il Centro notifiche di Windows 10                                         |
| ⊞ Win+X                     | Apri il menù di scelta rapida del pulsante Start                               |
| ⊞ Win+I                     | Apri l'app Impostazioni                                                        |
| ⊞ Win+G                     | Apri la barra di gioco                                                         |
| ⊞ Win+.                     | Apri il selettore delle emoji                                                  |